# Thomas Longosiwa
Thomas Pkemei Longosiwa (West Pokot, 14 de enero de 1982) es un corredor keniano, que ha competido en los Juegos Olímpicos. También es el campeón de los 5000 metros de Kenia desde 2007.
Fue seleccionado para representar a Kenia en los Campeonatos del Mundo Junior 2006 en Pekín, pero durante el campamento de entrenamiento de Kenia fue detenido por tener dos pasaportes de Kenia, uno que indica que nació en 1982 y otro de 1988. El último pasaporte le habría permitido competir en los campeonatos. Fue detenido durante varios días y recibió una multa de $ 1500.